# Tanekra
Tanekra (en guanche ⵜⵏⴽⴾⵔ, signifiant « insurrection »), est une organisation politique canarienne qui se situe dans la gauche du spectre politique. Elle défend l'indépendance des Canaries contre la situation coloniale imposée par l'Espagne. Tanekra ne reconnaît pas l'État espagnol, ni la Monarchie espagnole aux Canaries. Dans ses réseaux sociaux, il expose que son objectif est la réussite d'un « pays canarien pour une classe ouvrière diverse, féministe et émancipée de toute oppression ». Son action est limitée aux îles Canaries et à certains endroits en dehors des îles, principalement en Europe, où il est actif parmi les militants de la diaspora canarienne.

## Histoire
Tanekra est née publiquement le 22 octobre 2021, bien que « l'idée germait depuis plusieurs années à travers des conversations avec différentes personnes, dont certaines avaient été actives dans d'autres formations de la gauche indépendantiste ». Dans le communiqué rendu public le 25 octobre de la même année, elle s'identifie comme « l'héritière consciente de la tradition indépendantiste canarienne depuis les premiers soulèvements après la colonisation, jusqu'aux différentes expressions organisationnelles indépendantistes du XXIe siècle ».

## Activité politique et culturelle
Depuis le début de son action politique en octobre 2021, Tanekra a eu plusieurs activités, dont les principales sont les suivantes :
Les réseaux sociaux avec des profils en Facebook, Instagram et Twitter ont une importante activité où ils rassemblent des milliers de followers.
La revue Datana, créée en décembre 2021, propose 16 pages d'articles sur l'actualité politique et l'histoire des îles Canaries, des interviews avec des collectifs et des artistes canariens, des recommandations pour l'auto-organisation collective et syndicale, etc.

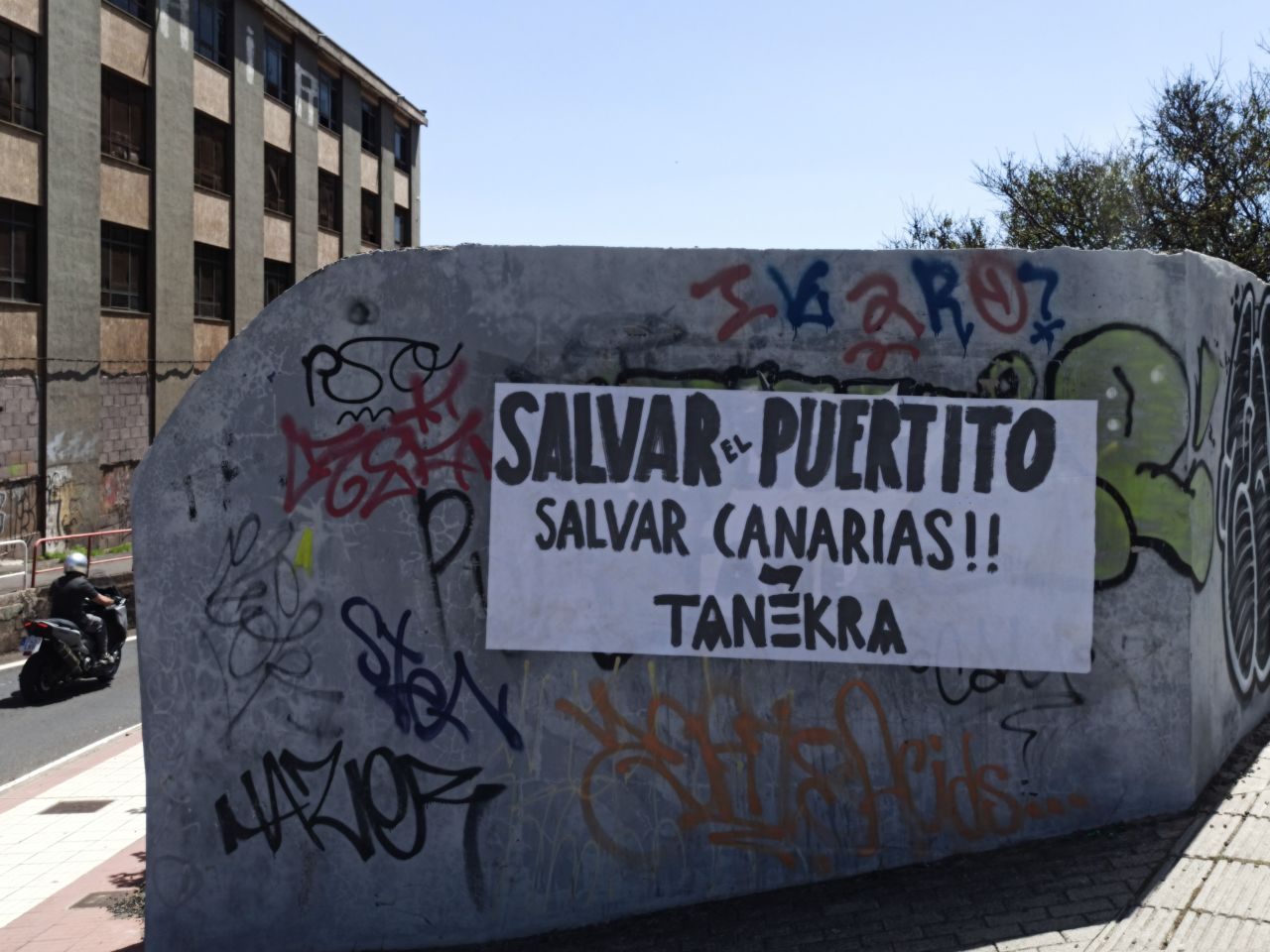
Affiche de Tanekra en 2022.

Un autre élément important de l'activité de l'organisation est l'intense propagande dans les rues, utilisant différents formats tels que des autocollants, des bannières et des affiches, tant dans les zones touristiques urbaines que dans des quartiers marginalisés, des quartiers gentrifiés, des centres universitaires, des centres syndicaux, des centres sociaux occupés, etc.
Dans une moindre mesure, elle a également co-organisé des événements-débats sur différents thèmes à Gran Canaria et à Tenerife, et publié des communiqués dénonçant la construction d'un parc en l'honneur de la reconstitution de la geste du 25 juillet à Santa Cruz de Tenerife ou répondant à un article de presse sur le projet Cuna del Alma dans le sud de l'île.

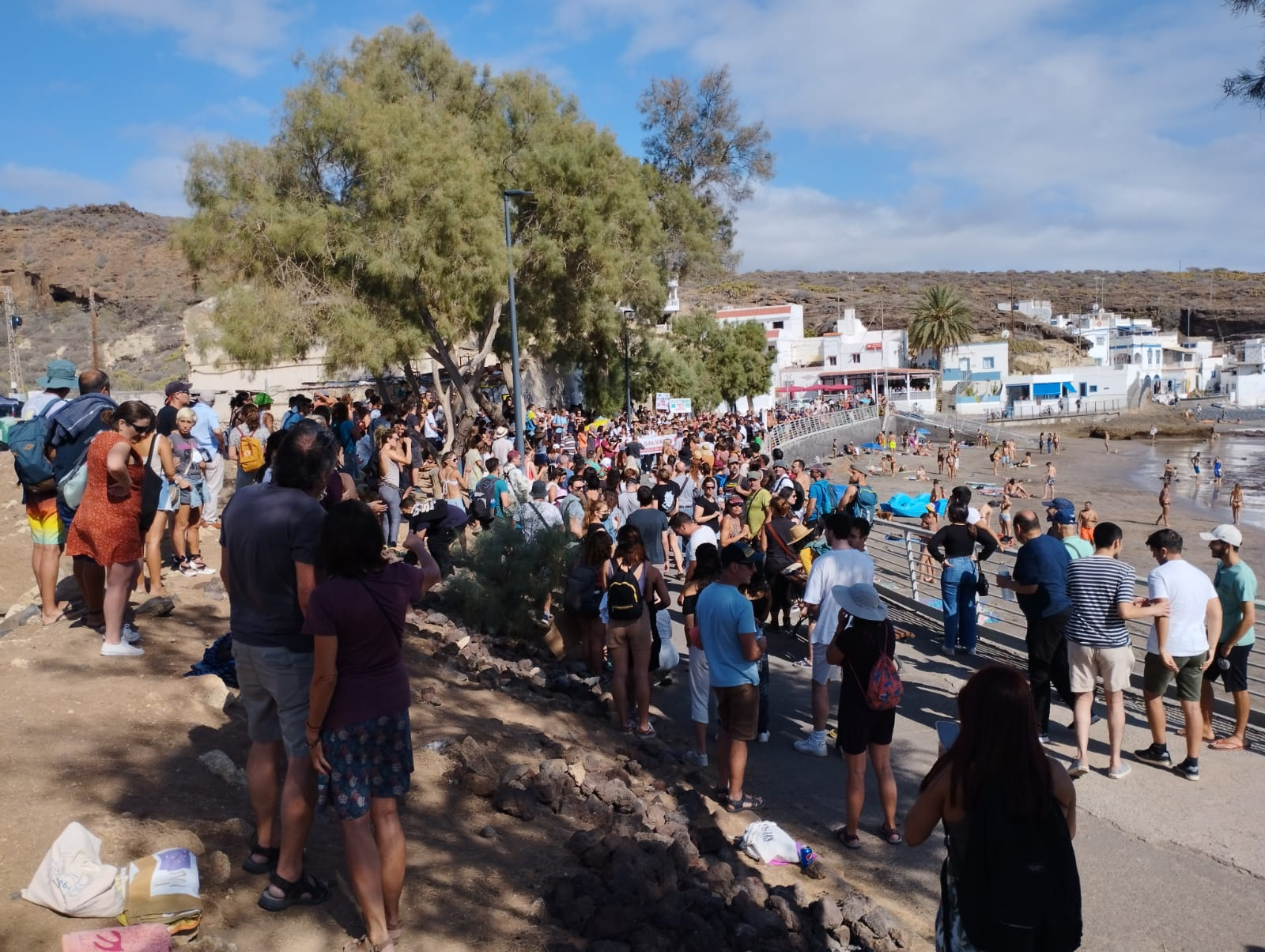
Manifestations de ténérifains contre le bétonnage de Puertito de Adeje en 2022.

Face à l'aggravation des conséquences sociales et environnementales du modèle touristique massif et incontrôlé dans les îles Canaries, Tanekra a activement soutenu les mouvements sociaux et de défense du territoire, comme à Tenerife la défense de Puertito de Adeje contre la construction irrégulière du macro-complexe touristique Cuna del Alma, ou contre la gentrification touristique des quartiers, comme dans celui de Guanarteme à Las Palmas de Grande Canarie.